# Рамутувко
Рамутувко (пол. Ramutówko) — село в Польщі, у гміні Бодзанув Плоцького повіту Мазовецького воєводства.
Населення — 98 осіб (2011).
У 1975-1998 роках село належало до Плоцького воєводства.

## Демографія
Демографічна структура станом на 31 березня 2011 року:
|          | Загалом | Допрацездатний вік | Працездатний вік | Постпрацездатний вік |
| -------- | ------- | ------------------ | ---------------- | -------------------- |
| Чоловіки | 41      | 7                  | 28               | 6                    |
| Жінки    | 57      | 13                 | 26               | 18                   |
| Разом    | 98      | 20                 | 54               | 24                   |